# Castelo de Labraza

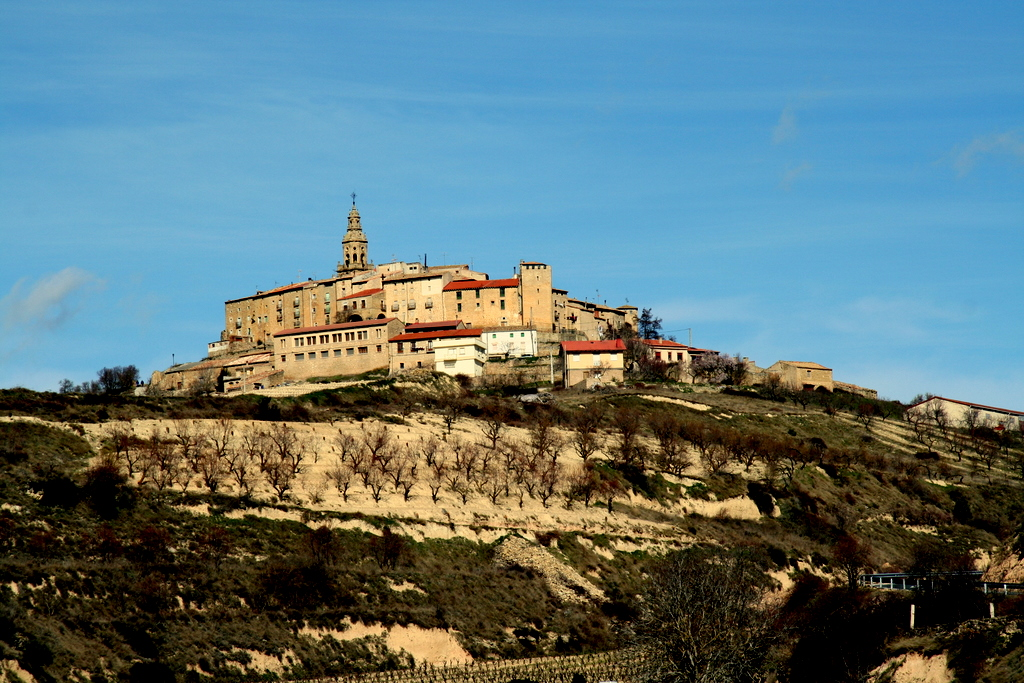
Vista da aldeia de Labraza

O Castelo de Labraza localizava-se na povoação homónima, no município de Oyón, na província de Álava, comunidade autónoma do País Basco, Espanha.
Erguia-se em uma elevação em torno da qual se desenvolveu a povoação, na atual fronteira com Navarra. A povoação ainda possui várias torres cúbicas que amparavam a cerca da vila, de planta ovalada, com as suas ruelas medievais restauradas. A distância entre as torres varia de 15 a 17 metros. As dimensões da povoação são de 116 metros de comprimento por 80 metros em sua maior largura, o que permite deduzir que a cerca era amparada primitivamente por cerca de 15 torres, além da defesa proporcionada pelo castelo. Embora não tenham chegado até aos nossos dias restos visíveis do castelo, o mesmo é referido em documentação coeva.